# Xanthi
Xanthi (tiếng Hy Lạp: Ξάνθη) là một khu tự quản ở vùng Đông Makedonías-Thrace, Hy Lạp. Khu tự quản Xanthi có diện tích 495 km², dân số theo điều tra ngày 18 tháng 3 năm 2001 là 56383 người.